# کالی فارکهارسون
کالی فارکهارسون (انگلیسی: Cali Farquharson؛ زادهٔ ۱۷ دسامبر ۱۹۹۳) بازیکن فوتبال اهل ایالات متحده آمریکا است.
از باشگاه‌هایی که در آن بازی کرده‌است می‌توان به واشینگتن اسپیریت اشاره کرد.